# Distrito de Chao
El distrito de Chao (Shaô[Muchik]= Donde hay Sal o salado) es uno de los tres distritos de la Provincia de Virú, ubicada en el Departamento de La Libertad, bajo la administración del Gobierno regional de La Libertad, en el norte del Perú.
Desde el punto de vista jerárquico de la Iglesia católica, forma parte de la Arquidiócesis de Trujillo.

## Historia
El distrito fue creado mediante Ley N° 26427, de creación de la Provincia de Virú, del 4 de enero de 1995, en el régimen del presidente Alberto Fujimori.
En el distrito, fue escenario de diferentes sociedades. La cultura Salinar es de las más antiguas de las cuales se tiene certeza. Aunque recientes excavaciones arqueológicas ha dado con restos de 4 mil años. Se tiene diferentes restos arqueológicos de los cuales pertenecen a las diferentes ocupaciones que tuvieron lugar en la zona.
Después de Salinar, siguió la Cultura Viru, continuo la Cultura Moche. Posteriormente la Cultura Chimú. De esta penúltima ha quedado el nombre de Chao. El valle agrícola y sus extenciones desérticas han sido un punto geopolitico importante para asegurar el suministro de sal.
Posteriormente a la ocupación Chimú fue anexado al Imperio Incaico. En el cual formó parte de Chinchansuyu. Siendo uno de los últimos territorios que ofrecieron resistencia ante la ocupación incaica. Durante la etapa de ocupación española, desde Chao se proporcionaba la sal y soldados en favor de la ocupación española. Esto fue retribuido por corona posteriormente formando el Corregimiento de Guañape, el cual quedó a cuidado de su cacique.
Posterior a la supresión de los corregimientos, pasó a formar parte de la Intendencia de Trujillo. Hacia finales de la colonia fue adquirido por José Muñoz Bernaldo de Quirós primer Marques de Vellavista. Desde allí, se desconoce las sucesiones o traspaso de la propiedad.
Desde la construcción del Canal Madre en el Proyecto Especial Chavimochic el distrito ha tenido un impulso importante pasando de una agricultura extensiva y de subsistencia ha una intensiva y tecnificada. Desde el mismo, ha tenido un impulso importante gracias a la agroindustria y la agricultura.

## Geografía
Abarca una superficie de 1 736,87 km².

## Clima
Tropical de: cálido, desértico en la gran costa y en la zona interandina (Sierra) lluviosa y húmeda.

## Población
La población es de 32 842 hab. (16 486 hombres y 16 356 mujeres).

## Autoridades

### Municipales
- 2023 - 2026 Juan Carlos Soles Carbajal
- 2019 - 2022 Ney Gamez Espinoza
- 2015 - 2018[3]
  - Alcalde: Santos Javier Mendoza Torres, del Partido Aprista Peruano (PAP)
  - Regidores: Giraldo Humberto Oruna Pérez (PAP), Santos Ricardo Benites Gonzales (PAP), Mirian Jackeline Izquierdo Salirrosas (PAP), Santos Estevan Alza Valverde (PAP),  (Súmate-Perú Posible).[4]

### Policiales
- Comisario: PNP.

### Religiosas
- Arquidiócesis de Trujillo[5]
  - Arzobispo de Trujillo: Monseñor Héctor Miguel Cabrejos Vidarte, OFM.[6]
- Parroquia
  - Párroco: Pbro. .

## Festividades
- 4 de enero: Aniversario del distrito.
- Del 14 al 17 de julio: Virgen del Carmen.
- Diciembre: Virgen de la Puerta